# Costa del Bisbe (Olius)
La Costa del Bisbe és una costa del pobles d'Olius (Solsonès) situada a ponent de la masia del Casó.